# 達氏鱂
達氏鱂為輻鰭魚綱鯉齒目鯉齒亞目鯉齒鱂科的其中一種，分布於中美洲哥倫比亞、荷屬安地列斯、委內瑞拉的淡水流域，體長可達4公分，棲息在底層水域，可做為觀賞魚。

## 擴展閱讀
維基物種上的相關：達氏鱂